# 헬무트 뮐러 브륄
헬무트 뮐러 브륄(Helmut Müller-Brühl, 1933년 6월 28일 - 2012년 1월 2일)은 독일의 지휘자이다. 그와 쾰른 실내악단(Kölner Kammerorchester)은 깔끔한 원전(지금은 현재악기를 이용) 연주로 여러 고전 작곡가들의 음악을 재해석하고 있으며 낙소스에서 음반 시리즈를 내고 있다.
브륄 인문 김나지움(Humanistisches Gymnasium in Brühl)에서 철학, 음악학과 신학을 공부했다. 그 후 비올라와 음악 이론을 공부했다.
1958년 그는 그의 가정인 브륄 성에서 음악회(성 음악제)를 조직하게 되었으며, 헤르만 아벤드로트가 창설하여 에리히 크락이 이끌던 쾰른 실내악단을 초청하여 이 악단과 인연을 쌓게 되었다. 이 악단은 완성된 형태의 악단이 아니나 그 헬무트 뮐러 브륄은 이 악단을 재창단하고 상임 지휘자가 되었다.